# 밤까마귀
밤까마귀(영어:Raven)는 스타크래프트 2 종족인 테란의 유닛이다. 우주공항에서 생산이 가능한 유닛이다.

## 특징
밤까마귀는 스타크래프트 2에서 새로이 추가된 유닛이다. 전작인 스타크래프트와 리마스터 버전인 스타크래프트 리마스터에서 나오는 과학선을 대체하는 유닛이다. 밤까마귀의 영어 이름인 Raven을 한글로 그대로 음역하면 레이븐이 된다. 과학선을 대체하는 유닛인만큼 전작의 과학선이 가지고 있던 은폐 유닛 탐지 기능인 탐지기(영어:Detector[디텍터])를 가지고 있기 때문에 적의 은폐 유닛들을 볼 수 있으며 전작의 과학선처럼 테란의 마법 유닛 중에 하나이다. 다만 밤까마귀의 마법 기술은 전작의 과학선과 달리 쓰는 마법 기술은 다른데 밤까마귀의 마법 기술은 과학선이 방어막 활성화, EMP 충격파, 방사선의 마법 기술을 가지고 있는 것과 달리 밤까마귀는 자동 포탑 건설, 방해 매트릭스, 대장갑 미사일을 마법 기술로 사용한다. 밤까마귀는 테란의 탐지 유닛이자 마법 유닛이기 때문에 테란 플레이어들이 자주 사용하며 전투순양함이나 바이오닉 테란의 유닛, 메카닉 테란의 유닛들과도 필수로 조합한다. 밤까마귀를 생산하는데 필요한 건물은 우주공항에 애드온된 기술실이다. 밤까마귀의 마법 기술과 업그레이드는 모두 기술실에서 시행한다. 밤까마귀를 생산하는데 필요한 비용, 인구수 생산 시간은 광물:100, 가스:150, 인구수:2, 생산 시간:48이다. 유닛의 능력치는 체력:140, 기본 방어력:1의 능력치를 가지고 있다. 이는 전작의 과학선과 비교하면 전작의 과학선이 가스:225의 비용을 소모하는 것에 비해서 가격이 저렴해졌고 과학선이 생산 시간:80초였던 것에 비해서도 빨리 나오는 것이지만 대신 과학선이 체력:200인 것에 비하면 체력이 더 낮아진 것이 되는 것이다. 때문에 밤까마귀는 전작의 과학선보다 더욱 쉽게 죽을 수 있는만큼 보다 각별한 관리가 필요하다. 스타크래프트 2의 캠페인과 협동전에서는 전작의 유닛이였던 과학선과도 조합해서 사용이 가능하며 과학선의 방사선 마법 기술도 그대로 건재하기 때문에 밤까마귀와 과학선의 마법 조합은 테란의 마법 유닛 조합에서 가장 이상적인 조합이 된다. 또한 자유의 날개 캠페인에서는 밤까마귀를 항구 고물선이란 이름을 붙이기도 하였다.

## 같이 보기
- 스타크래프트
- 테란